# San José Huilango
San José Huilango es uno de los trece pueblos pertenecientes al municipio de Cuautitlán Izcalli, en Estado de México. Con ubicación sobre la Sierra de Tepotzotlán, es uno de los poblados más antiguos de ese municipio y de la región. Sobre esto último, los primeros asentamientos humanos datan de hace más de 1.300 años. Huilango es una palabra en náhuatl que quiere decir «lugar donde se arrastra la madera». También deriva de usos y costumbres de la localidad y da fe la placa de los propios pobladores… Huilotl-Paloma; An-su o vuestro; Go<Co> - locativo de lugar. 
y en su conjunto LUGAR DE VUESTRAS PALOMAS <<HUIL-AN-CO>> 

## Geografía

### Colindancias
Huilango se ubica cerca de Tepotzotlán por lo que al norte tiene a los pueblos de San Mateo Xoloc y Axotlán, al sur con el municipio de Villa Nicolás Romero, al este con San Pablo de los Gallos y Lomas de Cuautitlán y al oeste con Santiago Cuautlalpan (Tepotzotlán).

### Localidades
Huilango se divide en barrios o colonias las cuales este poblado es el centro de todas estas localidades las cuales son:
1. San Pablo de los Gallos
2. El Cerrito
3. Cofradía de San Miguel
4. Lomas de Cuautitlán
5. Santa Cruz
6. Los Ailes
7. Las Tinajas
8. La Herradura